# بلکبرن (میزوری)
بلکبرن (به انگلیسی: Blackburn) یک شهر در ایالات متحده آمریکا است که در میزوری واقع شده‌است. بلکبرن ۰٫۸۳ کیلومتر مربع مساحت و ۲۴۹ نفر جمعیت دارد و ۲۴۲ متر بالاتر از سطح دریا قرار دارد.